# Nam Hoa (xã)
Nam Hoa là một xã thuộc huyện Nam Trực, tỉnh Nam Định, Việt Nam.